# Де Крёйф, Лодевейк
Лодевейк де Крёйф (нидерл. Lodewijk de Kruif; род. 7 октября 1969, Люнтерен, Гелдерланд) — нидерландский футболист и тренер.

## Карьера
Будучи футболистом, в основном, выступал за нидерландские любительские клубы. Лишь в сезоне 1993/94 де Крёйф провел 19 игр за ТОП Осс. В соседней Бельгии он также выступал за «Беерсхот».
В 2010 году де Крёйф, став тренером, получил приглашение в Нигерию. Он был принят в клуб «Хартленд» после того, как его наставник Самсон Сиасиа возглавил сборную своей страны. В начале нидерландский специалист выполнял роль консультанта, а затем он самостоятельно возглавил команду. Должность наставника он покинул по личным причинам.
В январе 2013 года де Крёйф возглавил сборную Бангладеш. В следующие четыре года он дважды уходил из национальной команды, но затем вновь возвращался к работе с ней. На родине специалист трудится с любительскими коллективами.

## Достижения
- Обладатель Кубка Нигерии (1): 2011/2012.